# Osario de Sedlec
El Osario de Sedlec (kostnice Sedlec en checo) es una pequeña capilla católica situada bajo la iglesia del Cementerio de Todos los Santos (Hřbitovní kostel Všech Svatých en checo), en Sedlec, un suburbio de Kutná Hora, en la República Checa. El osario contiene aproximadamente 40.000 esqueletos humanos, colocados artísticamente para formar la decoración y el mobiliario de la capilla.

## Historia

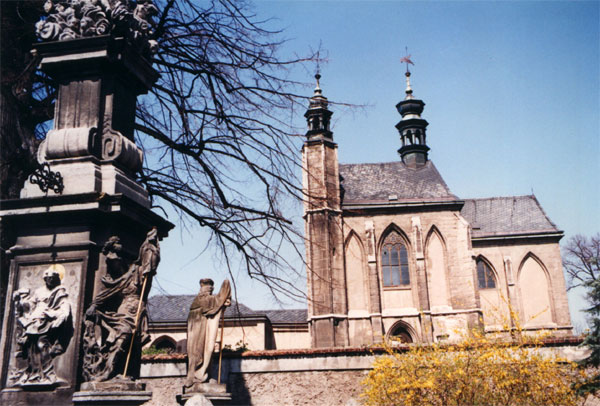
Capilla exterior

Enrique, el abad del monasterio de la Orden del Císter de Sedlec, fue enviado a la Tierra Santa por el rey Ottokar II de Bohemia en 1278. Cuando volvió, trajo consigo una pequeña cantidad de tierra que había recogido del Golgotha y la esparció en el cementerio de la abadía. La fama de este acto piadoso pronto se extendió y el cementerio de Sedlec se hizo un lugar de entierro deseable en todas partes de la Europa Central. Durante la Peste Negra a mediados del siglo XIV, y después de las guerras husitas a principios del siglo XV, miles de personas fueron enterradas allí y el cementerio tuvo que ser ampliado considerablemente.
Alrededor del año 1400 se construyó una iglesia gótica en el centro del cementerio, con una bóveda en un nivel superior y una capilla en el sótano como un osario para las tumbas de masas desenterradas durante la construcción o simplemente para hacer sitio para nuevos entierros.
Entre 1703 y 1710 se edificó una nueva entrada para apoyar la pared delantera, que se inclinaba hacia el exterior, y la capilla superior fue remodelada. Este trabajo, en el estilo checo barroco, fue diseñado por Jan Santini Aichel.
En 1870, František Rint, un tallista de madera, fue contratado por la familia Schwarzenberg para poner en orden los montones de huesos. Los macabros resultados de su trabajo hablan por sí solos. Una enorme lámpara de araña, que contiene al menos una unidad de cada hueso que forma el cuerpo humano, cuelga del centro del nave junto a las guirnaldas de cráneos que cubren las bóvedas. Otros trabajos incluyen custodias flanqueando el altar, un gran escudo de armas de los Schwarzenberg y la firma del maestro Rint, también hecha de huesos y situada en la pared junto a la entrada.

## El documental
En 1970, centenario de la obra de Rint, el cineasta checo Jan Švankmajer fue el encargado de hacer un documental del osario. El resultado fue una grabación de diez minutos de duración, una pesadilla llena de imágenes esqueléticas narradas con la voz neutra de una guía turística. Posteriormente Švankmajer reeditaría el documental, con una introducción hablada y una pieza de jazz de Zdeněk Liška del poema "Comment dessiner le portrait d'un oiseau" ("Cómo dibujar el retrato de un pájaro") de Jacques Prévert.
Una capilla de osario similar es la de Santa Maria della Concezione dei Cappuccini, en Roma.

## Galería

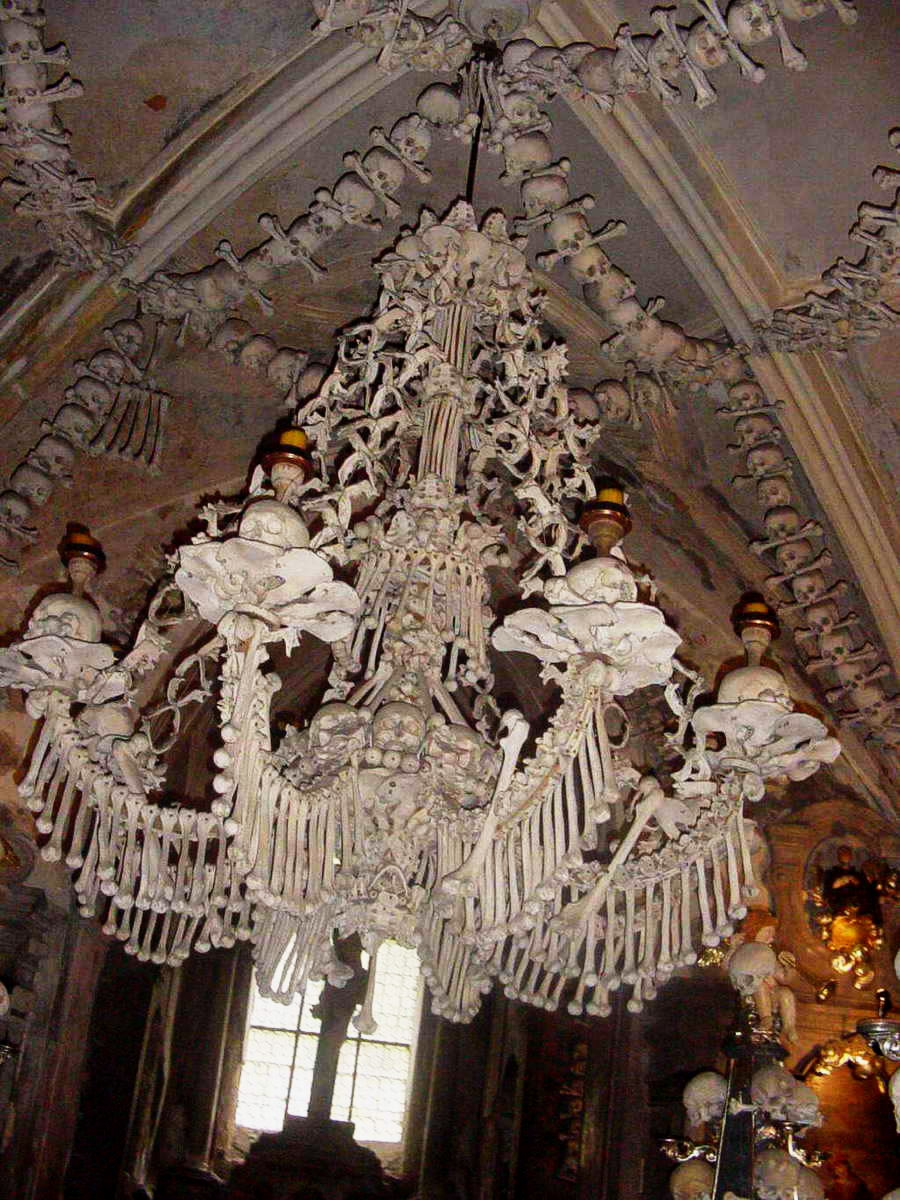
Lámpara hecha de huesos y calaveras.
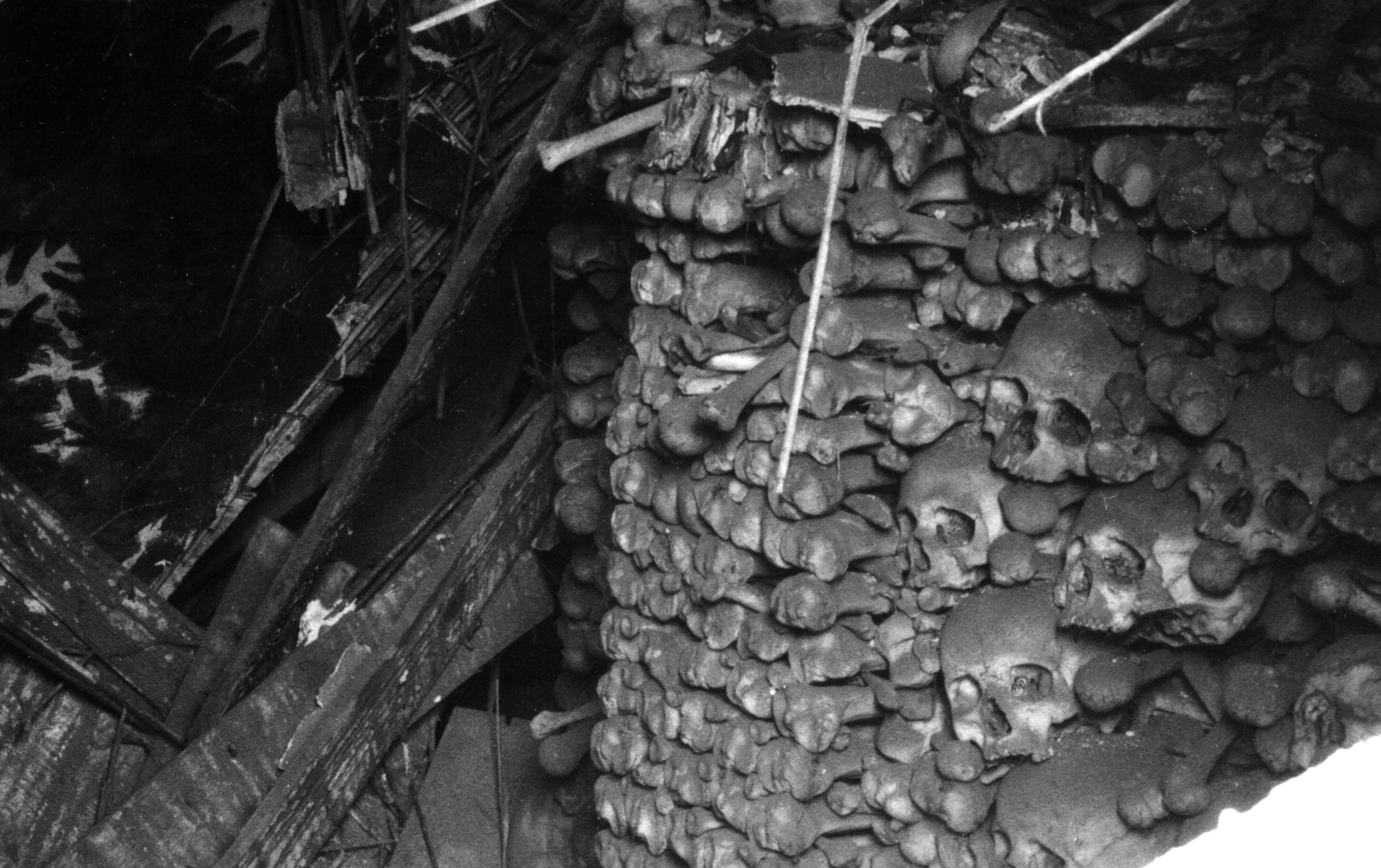
Estado en 1990.
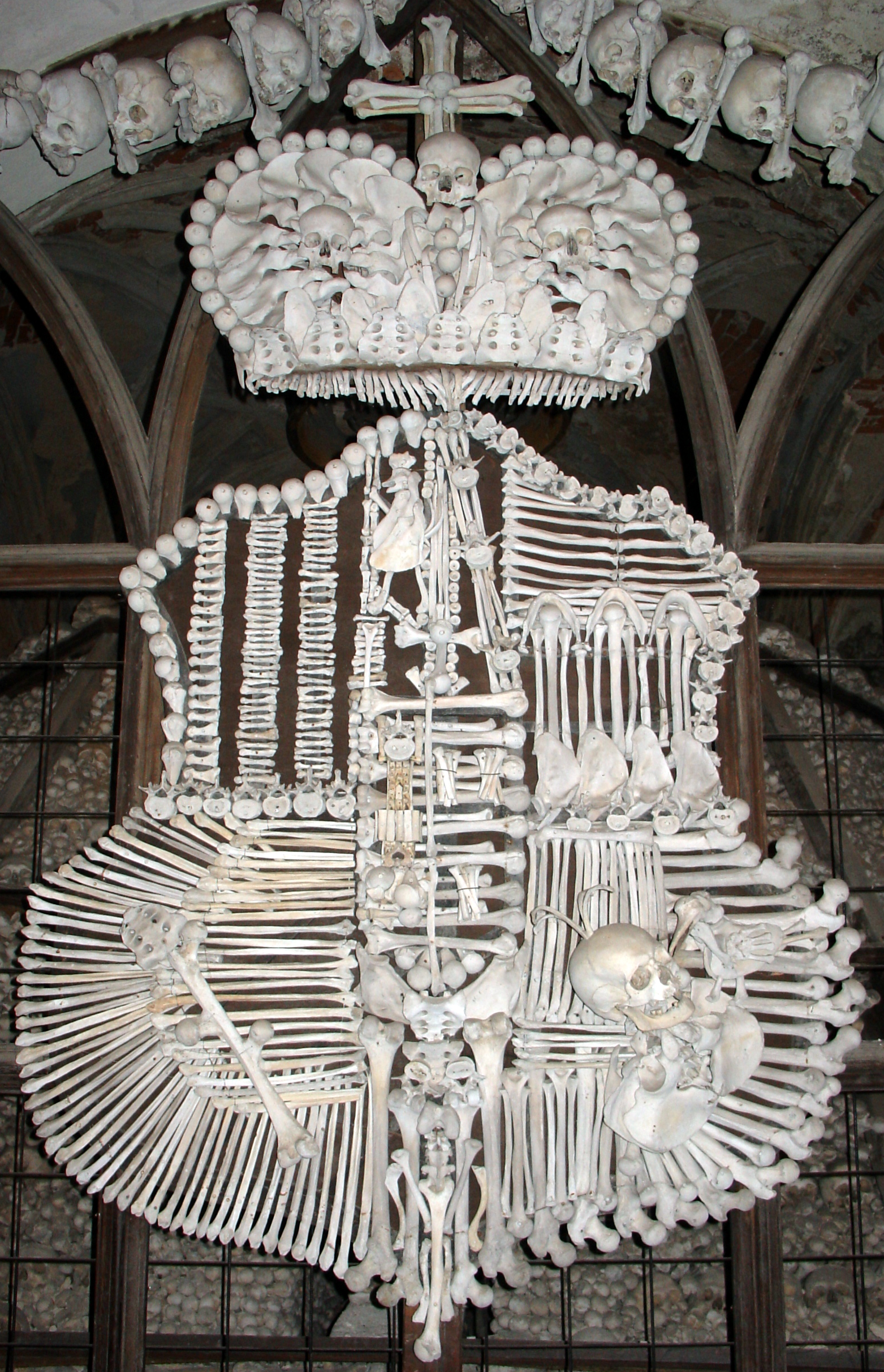
Escudo de armas de los Schwarzenberg.
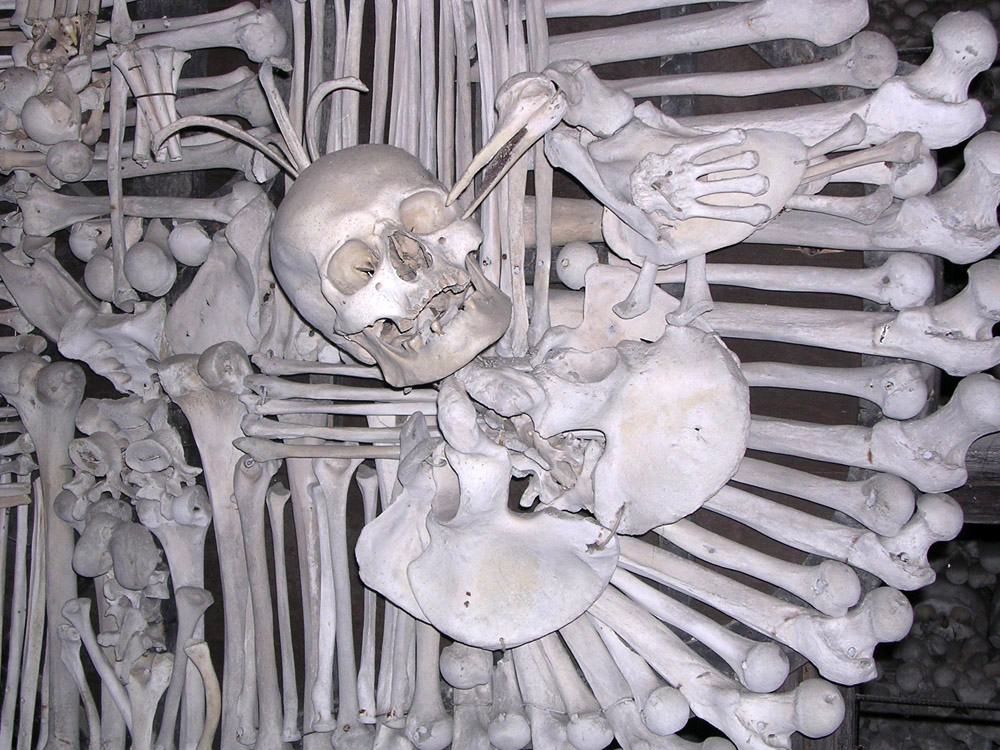
Escudo de armas de los Schwarzenberg.